# عبد الفتاح رحياتي
عبد الفتاح رحياتي (مواليد 25 فبراير 1963) هو لاعب كرة قدم. يلعب مع منتخب المغرب لكرة القدم. سبق له أن لعب في كأس العالم لكرة القدم مع منتخب بلاده.

## روابط خارجية
- عبد الفتاح رحياتي على موقع الاتحاد الدولي (مؤرشف)  (الإنجليزية)
- عبد الفتاح رحياتي على موقع قاعدة بيانات كرة القدم.إي يو (الإنجليزية)
- عبد الفتاح رحياتي على موقع ناشيونال فوتبول تيمز (الإنجليزية)
- عبد الفتاح رحياتي على موقع عالم كرة القدم.نت (الإنجليزية)